# دومینیک مالتی
دومینیک مالتی (انگلیسی: Dominique Maltais؛ زادهٔ ۹ نوامبر ۱۹۸۰) اسنوبردسوار، و آتش‌نشان اهل کانادا است.